# 파슈토어
파슈토어(پښتو)는 다리어와 함께 아프가니스탄의 공용어이며 아프가니스탄의 남동부와 북부 파키스탄에서 사용된다. 인도유럽어족 인도이란어파에 속하고 파슈토어를 사용하는 민족을 파슈툰족이라 부른다.

## 이름
파슈토어는 표준이 없고 지역마다 발음이 달라 북파슈토어에서는 푸흐토(IPA: [pʊxˈt̪o]), 남파슈토어에서는 퍼스토(IPA: [pəʂˈt̪o]), 중앙파슈토어에서는 퍼히토(IPA: [pəçˈt̪o]), 와네치어에서는 퍼슈토(IPA: [pəʃˈt̪o])로 읽는다.

## 분포
파슈토어 사용자는 주로 아프가니스탄 동부와 남부(1,200만 명), 파키스탄 서부(2,800만 명)에 분포한다.

### 아프가니스탄
파슈토어는 아프가니스탄의 두 공용어(파슈토어, 다리 페르시아어) 중 하나이다. 18세기 초부터, 아프가니스탄의 지도자들은 민족적으로 파슈툰인 이었다 (1929년의 하비불라 카라카니-Habibullāh Kalakāni 제외). 왕정에서의 문어였던 페르시아어는 정부부처에서 더욱 사용된 반면에 파슈툰 부족들은 일상생활에서 파슈토어 사용을 선호하였다. 아마눌라 한-Amanullah Khan의 치세 때 (1926-1929) 민족적 정체성과 내셔널리즘을 강화화기 위해 파슈토어의 사용을 적극 권장하기 시작하였다. 이는 1919년의 제3차 영국-아프간 전쟁 이후 아프가니스탄이 독립국 지위를 가지는데 도움을 주었다. 1930년대에 정부부처, 행정 그리고 예술에 있어서 파슈토어를 적극권장하는 운동들이 시작되었다. 이는 1931년의 파슈토 안주만-Pashto Anjuman이라는 파슈토 단체의 설립과, 1932년의 카불 대학교 설립, 그리고 1937년의 파슈토 학회인 파슈토 톨라나-Pahsto Tolana로 실현되었다.
비록 파슈토어의 사용을 공식적으로 지지하지만, 아프가니스탄의 엘리트층은 페르시아어를 "지적이며 문화적 소양의 아이콘"으로 간주했다. 자히르 샤(재위 1933-1973)는 그의 아버지인 나디르 한이 1933년 공표한 이래로 관료들이 페르시아어와 파슈토어를 둘 다 학습, 그리고 사용하게 하는 정책을 유지하였다. 1936년 자히르 샤는 정부와 교육에서 모든 부문을 아우르는 공용어의 지위를 파슈토어에게 제공했다. 아프가니스탄의 왕실과 관료들이 일반적으로 페르시아어를 사용했던 것과는 대조적인 정책이었다. 파슈토어는 공용어가 되면서, 파슈툰 내셔널리즘의 기반이 되었다. 1964년 아프간 페르시아어가 다리어로 이름이 바뀌었을 때 국회는 여전히 파슈토어의 공용어 지위를 유지했다. 아프가니스탄의 국가의 가사는 파슈토어로 되어있다.

### 파키스탄
파키스탄에서, 파슈토어는 인구의 15% 가량에 의해 사용된다. 주로 북서부의 카이베르파크툰크와주와 발로치스탄주의 북부에서 사용된다. 펀자브 지역의 미안왈리와 아톡 지역, 길기트-발티스탄과 이슬라마바드, 그리고 파키스탄 각 지역에 사는 파슈툰인들이 사용한다. 파슈토어 사용 화자는 신드주의 카라치와 하이데라바드에도 존재한다.
파키스탄의 공용어는 우르두어와 영어이다. 파슈토어는 연방급의 공식 지위는 가지고 있지 않다. 단 지방급에서, 카이베르파크툰크와주와 북 발로치스탄에서 지방언어로 인정받는다. 파키스탄의 공립학교에서 주된 교습 언어는 우르두어이다, 하지만 2014년 이후로, 카이베르파크툰크와주 정부는 교습언어로서 영어의 위치를 더욱 부각시켰다. 이는 파슈툰인들에게 많은 반대감정을 불러 일으켰는데, 이는 파슈토어는 완전히 이 방정식이에서 제외되어있다는 이유 때문이다.

## 문법
주어-목적어-동사의 어순을 취하는 SOV형태로 형용사가 명사앞에 오는 AN형언어이다. 명사(형용사)는 성(남성, 여성), 수(단수, 복수), 격(주격, 사격)에 의해서 변화된다.